# Mycobilimbia berengeriana
Mycobilimbia berengeriana är en lavart som först beskrevs av A. Massal., och fick sitt nu gällande namn av Hafellner & V. Wirth. Mycobilimbia berengeriana ingår i släktet Mycobilimbia och familjen Lecideaceae.  Arten är reproducerande i Sverige. Inga underarter finns listade i Catalogue of Life.

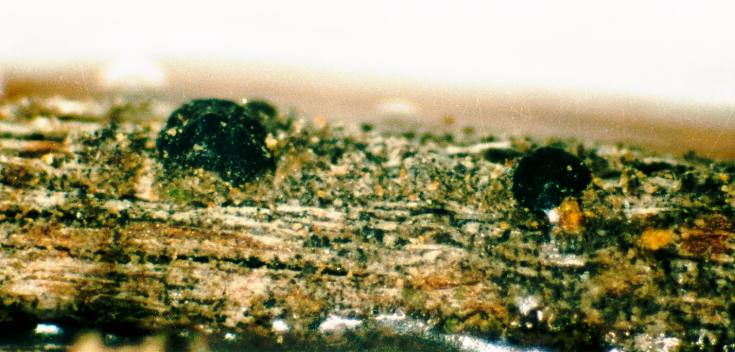
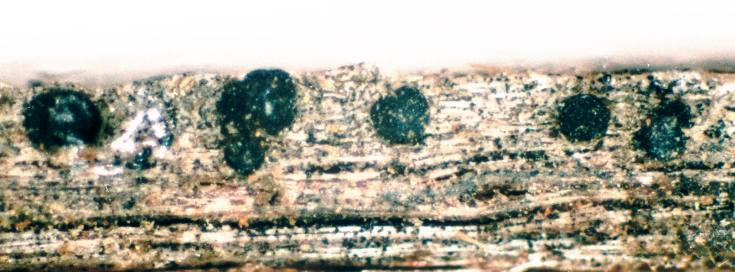